# Crawling King Snake
«Crawling King Snake», a veces referido como «Crawlin' King Snake» es una canción tradicional que ha sido versionada por una gran cantidad de músicos y cantantes, siendo lanzada por primera vez como un sencillo del cantante y músico de blues, Big Joe Williams en el 27 de marzo del año 1941.
El 3 de junio de 1941, el cantante de blues de Delta Tony Hollins grabó "una versión marcadamente diferente", que sirvió de base para muchas versiones posteriores. Otras versiones son de John Lee Hooker (1949), Howlin' Wolf (1966), Muddy Waters (1971), la versión de The Doors, cover incluido en el álbum de L.A. Woman (1971) y la banda estadounidense The Black Keys, incluida en el álbum Delta Kream (2021).

## Historia
Originalmente se cree que se originó en el delta blues de los años 20, e influenciada por canciones escritas antes del mismo género, como por ejemplo "Black Snake Blues" de Victoria Spivey y "Black Snake Moan" de Blind Lemon Jefferson, aunque después de tanta trayectoria, el compositor y escritor de la canción sigue en anonimato.

## Versión de Big Joe Williams
Big Joe Williams fue el primero en grabar esta canción, aunque John Lee Hooker la había interpretado varias veces poco antes en vivo. Esta versión de la canción es un blues de estilo country, con Big Joe Williams en la voz y la guitarra de nueve cuerdas y William Mitchell como acompañamiento de bajo.